# Crocodile River (Komati)
Der Crocodile River (englisch auch Crocodile River East, afrikaans: Krokodilrivier (Oos)) ist ein linker Nebenfluss des Komati in der Provinz Mpumalanga in Südafrika. Er hat ein Einzugsgebiet von 10.446 Quadratkilometern.
Der Crocodile River wird in Abgrenzung zum Crocodile River West – der in den Limpopo mündet – auch Crocodile River East genannt.

## Verlauf

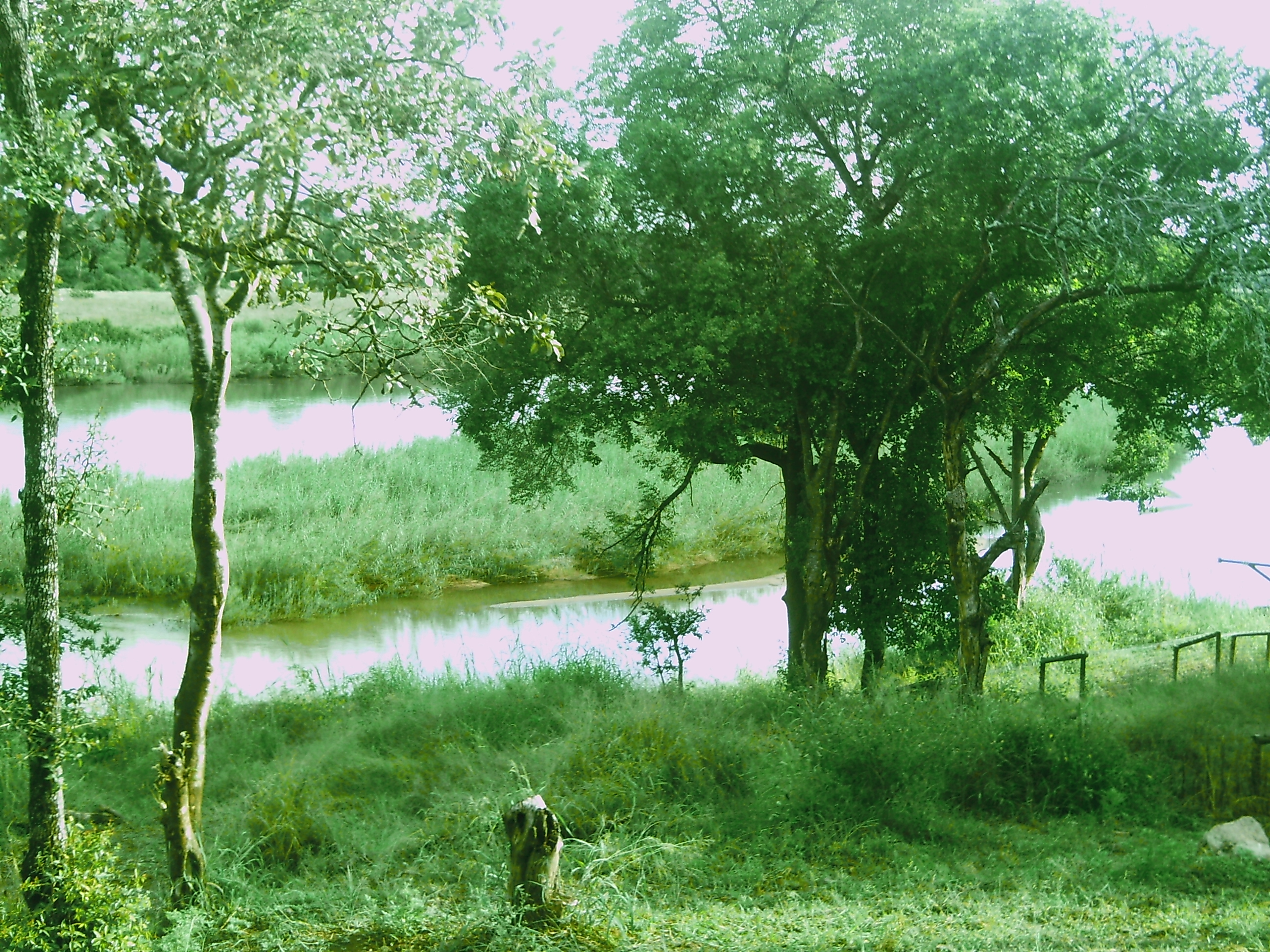
Ngwenya Lodge und Crocodile River

Der Crocodile River entspringt nördlich von Dullstroom in Mpumalanga in den Steenkamp-Bergen. Nach dem Kwena-Stausee verläuft der Fluss durch die Schoemanskloof bis zum Montrose-Wasserfall. Von dort fließt er ostwärts an Mbombela vorbei zum Kruger-Nationalpark und bildet dessen südliche Grenze. In Komatipoort mündet er in den Komati.
Ein Großteil des Flusswassers wird zur künstlichen Bewässerung genutzt. Dadurch trocknet der Fluss in den regenarmen Monaten manchmal fast vollständig aus.

## Hydrometrie
Die Abflussmenge des Crocodile Rivers wurde bei Tenbosh, etwa 15 km vor der Mündung in m³/s gemessen (1970 bis 2011).